# Antiziganismus
Antiziganismus (von französisch tsigane ‚Zigeuner‘, und „-ismus“) ist ein in Analogie zu „Antisemitismus“ gebildeter Begriff, der eine spezielle Form des Rassismus beschreibt. Er bezeichnet die von Stereotypen, Abneigung oder Feindschaft geprägten Einstellungskomplexe gegenüber Roma, Sinti, Fahrenden, Jenischen und anderen Personen und Gruppen, die von der Mehrheitsgesellschaft als „Zigeuner“ stigmatisiert werden, sowie die durch diese Einstellungen bedingten oder mitbedingten Formen gesellschaftlicher und staatlicher Ausgrenzung, Diskriminierung und Verfolgung bis hin zu Vertreibung, Pogromen, Internierung, Zwangssterilisierung und staatlich organisiertem Völkermord (vgl. Porajmos während des Zweiten Weltkrieges). Um die Reproduktion der in dem Begriff enthaltenen rassistischen Sammelbezeichnung zu vermeiden, besteht alternativ der Begriff Gadjé-Rassismus, der vor allem von Roma selbst verwendet wird. Gadjé bezeichnet im Romanes alle Personen, die keine Roma sind.

## Zielgruppe
Antiziganismus richtet sich in erster Linie gegen die in einem rassistischen und herabwürdigenden Sinn mit unterschiedlichen mehrheitsgesellschaftlichen Etiketten („Zigeuner“, „heidens“ usw.) belegten, ursprünglich aus Indien stammenden und seit dem Spätmittelalter nach Europa zugewanderten Sinti und Roma. Sinti, die seit dem 15. Jahrhundert vor allem in Deutschland, Österreich und anderen Teilen Mittel- und Westeuropas leben, und die Roma, die sich überwiegend in Südost- und Osteuropa angesiedelt haben, sind jedoch gleichermaßen von Antiziganismus betroffen, der sich in Form von Diskriminierung, Ausgrenzung und Gewalt manifestiert.
Antiziganismus konnte und kann daneben auch die Angehörigen eines umfangreichen Spektrums sozial Deklassierter und Marginalisierter betreffen, weil ihre sozioökonomische Situation – historisch als „Fahrende“, heute vor allem als randständige Bewohner von Peripheriesiedlungen – der der „Zigeuner“ ähnelt und die mit diesem Begriff einhergehenden Stereotype auf sie anwendbar zu sein scheinen. Hierzu gehören die im mittel- und oberdeutschem Sprachgebiet mit ihrer Eigenbezeichnung als Jenische bekannten Gruppen, irische Pavee oder niederländische woonwagenbewoners. Wiewohl sie nach Sprache, Selbstbild und Kultur sowie nach ihrer Herkunft aus der europäischen Mehrheitsbevölkerung von Roma zu unterscheiden sind und ausweislich der verschiedenen regionalen mehrheitsgesellschaftlichen Bezeichnungen stets auch unterschieden wurden und werden, sind ihnen gegenüber ebenfalls antiziganistische Ressentiments feststellbar.
Xoraxane-Roma leiden unter Antiziganismus sowie unter Islamfeindlichkeit.

## Definition
Die Allianz gegen Antiziganismus schlägt folgende Arbeitsdefinition für den Antiziganismus vor:

„Antiziganismus ist ein historisch hergestellter stabiler Komplex eines gesellschaftlich etablierten Rassismus gegenüber sozialen Gruppen, die mit dem Stigma ‚Zigeuner‘ oder anderen verwandten Bezeichnungen identifiziert werden. Er umfasst 1. eine homogenisierende und essentialisierende Wahrnehmung und Darstellung dieser Gruppen; 2. die Zuschreibung spezifischer Eigenschaften an diese; 3. vor diesem Hintergrund entstehende diskriminierende soziale Strukturen und gewalttätige Praxen, die herabsetzend und ausschließend wirken und strukturelle Ungleichheit reproduzieren.“

## Landläufige und wissenschaftliche Stereotype
Antiziganismus ist geprägt von Stereotypen, die „Zigeunern“ negativ bewertete Eigenschaften Leichtsinn, Treulosigkeit, Furchtsamkeit, Rachsucht, Unverschämtheit, Neigung zu Bettelei und Diebstahl zuschreiben. Ambivalent oder positiv bewertete Eigenschaften wie magische und wahrsagerische Fähigkeiten, große Freiheitsliebe, starke erotische Ausstrahlung, besondere rhythmische und musikalische Fähigkeiten sowie manuelles und körperliches Geschick bei kriminellen oder bestimmten handwerklichen und schaustellerischen Tätigkeiten werden ebenfalls zugeschrieben. Antiziganistische Stereotype beinhalten in Hinsicht auf die Körperlichkeit von „Zigeunern“ physiognomische Merkmalszuschreibungen wie schwarzes Haar, schwarze „blitzende“ Augen, dunkle Hautfarbe und unregelmäßige Gesichtszüge.
In Meyers Konversations-Lexikon (Ausgabe 1888) heißt es: „Was den Charakter der Zigeuner anlangt, so sind dieselben leichtsinnig, treulos, furchtsam, der Gewalt gegenüber kriechend, dabei rachsüchtig, im höchsten Grad cynisch und da, wo sie glauben es wagen zu können, anmaßend und unverschämt. Alle sind dem Betteln ergeben, gestohlen wird besonders von Weibern und Kindern“.
Die deutsche rassetheoretische und „kriminalbiologische“ Forschung des Nationalsozialismus (Robert Ritter und seine Mitarbeiter Eva Justin und Adolf Würth) erweiterte Auffassungen von der nicht ortsfesten Lebensweise der als „fremdrassig“ bezeichneten „Zigeuner“, ihres Sozial- und Wirtschaftsverhaltens und ihrer körperlichen und geistigen Fähigkeiten anhand erbbiologischer Denkmuster um die Vorstellung, dass die verschiedenen Untergruppen der „Zigeuner“ eine auf einer möglicherweise steinzeitlichen Entwicklungsstufe von Wildbeuterkulturen zurückgebliebene Ethnie bzw. „Mischrasse“ seien. „Zigeuner“ hätten ihre erblich bedingten gesellschaftsschädlichen Anlagen im Lauf der Geschichte durch endogame Fortpflanzung perpetuiert oder durch sexuelle Kontakte zu marginalisierten Angehörigen der Mehrheitsbevölkerung, deren „minderwertigem Abschaum“ u. ä., zusätzlich gefestigt und verstärkt. Jenische wurden von der NS-Forschung demgegenüber zwar nicht als „Fremdrassige“, aber ebenfalls als erbbiologisch minderwertiger und besonders gefährlicher „Menschenschlag“ betrachtet, der seine niederen Anlagen durch eine ständige Fortpflanzung in asozialen und kriminellen Milieus erworben oder gefestigt und durch Mischung mit „Zigeunern“ (Roma) auch an diese weitergegeben habe.
Fortgeführt wurde diese Betrachtungsweise nach dem Ende des Nationalsozialismus bis hinein in die 1980er/90er Jahre von dem erbbiologisch und erbhygienisch orientierten Arzt und „Zigeunerberater“ deutscher Regierungen, Hermann Arnold. Als ein Außenseiter der „Bevölkerungswissenschaft“ führt in jüngerer Zeit Volkmar Weiss die antiziganistische Tradition fort, wenn er Sinti und Roma als eine „erbliche Unterschicht“ minderer „Bevölkerungsqualität“ zur Diskussion stellt, die durch eine im Vergleich zur Mehrheitsbevölkerung überdurchschnittliche Kriminalitätsrate bei unterdurchschnittlicher Intelligenz charakterisiert sei und sich zur Begrenzung des damit verbundenen gesellschaftlichen Konfliktpotenzials weniger für strukturell angelegte Förder- und Bildungsprogramme als für die bevölkerungssanitäre Maßnahme der Geburtenkontrolle empfehle.
Diese Stereotype werden in den Medien weiterhin fortgeschrieben und beeinflussen nicht nur das Bild der Mehrheitsgesellschaft von als „Zigeuner“ wahrgenommenen Menschen, sondern sehr direkt auch den Umgang der Mehrheitsgesellschaft mit diesen Menschen. Es fehlen positive Diskurse und Vorbilder, die nicht den Stereotypen entsprechen.

## Geschichte des Antiziganismus

### Vom Mittelalter bis zum Ersten Weltkrieg
Übergriffe und Feindseligkeiten gegen „Zigeuner“ lassen sich seit dem ausgehenden Mittelalter nachweisen. Nach einer Zeit der staatlichen Duldung im 15. Jahrhundert wurden Sinti und Roma 1496 und 1498 durch Reichstagsabschiede für vogelfrei erklärt.
1539 wurden sie aus Paris vertrieben, 1563 erfolgte die Vertreibung aus England unter Androhung der Todesstrafe.
Im 17. Jahrhundert genossen „Heiden“, wie das volkstümliche Synonym für „Zigeuner“ lautete, das sie fälschlich außerhalb der christlichen Gemeinschaft stellte, zumindest in Mittel- und Westeuropa eine gewisse Schonung. Viele Männer standen im Militärdienst, ihre Familien waren im Tross der Einheiten tätig. Als Inhaber meist spezialisierter militärischer Aufgaben bis hin zum Offizier verdienten sie vergleichsweise gut und standen unter dem Schutz der jeweiligen Landesherren. Antiziganistische Vorstellungen finden sich in dieser Zeit vor allem in den Schriften „gebildeter“ Verfasser, die in der Regel nicht in einem lebendigen Kontakt zu den Objekten ihrer Beschreibungen standen. Im 18. Jahrhundert änderten sich die Lebensverhältnisse und die gesellschaftliche Situation der Sinti und Roma und der anderen Untergruppen grundlegend. Mit der Aufstellung stehender Untertanenheere verloren sie die hergebrachte Existenzgrundlage. In den ersten Jahrzehnten des 18. Jahrhunderts kam es zu einer Phase verschärfter Verfolgung, nachdem inzwischen „Zigeuner“ wie alles „herrenlose Volk“ nirgendwo mehr aufenthaltsberechtigt und ökonomisch in eine Randstellung gekommen war.
Während „Zigeuner“ ebenso wie auch weite Teile der Mehrheitsbevölkerung im letzten Jahrhundertdrittel mehr und mehr verarmten und verelendeten, wurden sie von der entstehenden „Völkerkunde“ entdeckt, die die vorhandenen antiziganistischen Beschreibungen nunmehr ausbaute und systematisierte. Außerordentlich einflussreich war der Göttinger Historiker Heinrich Moritz Gottlieb Grellmann mit seiner Schrift Die Zigeuner. Ein historischer Versuch über die Lebensart und Verfassung, Sitten und Schicksale dieses Volkes (1783, 1787). Das Motiv des den Zigeunern oft zugeschriebenen Kindesraubs (mitunter auch Kaufs fremder Kinder) wurde seit dem 17. Jahrhundert vor allem in der Literatur (so z. B. von Cervantes oder Brentano) verwendet und damit ein Grundverdacht immer weitergegeben.
Bis ins 19. Jahrhundert war die europäische Bevölkerung weitgehend an ihr Dorf oder ihre Stadt ortsgebunden, z. B. aufgrund von Leibeigenschaft, von Grundbesitz, Bürgerrecht einer Stadt oder auch aufgrund gesetzlicher Regelungen. Gegenseitige soziale Kontrolle im Wohnumfeld, die Zugehörigkeit zu einer sozialen Gruppe und der „richtige“ Glauben waren in dieser Zeit wichtige Grundlagen des Zusammenlebens. Alle ortsungebundenen Bevölkerungsteile, wie fahrende Händler, Schausteller, Vagabunden etc. wurden damals generell als außerhalb der Gesellschaft stehend betrachtet und mehr oder weniger diskriminiert. Bei den „Zigeunern“ kamen fremde ethnische Herkunft, fremdes Aussehen, fremde Bräuche und Sitten, unterschiedlicher Glauben und weitgehender Entzug gegenüber sozialer Fremdkontrolle und oft Armut hinzu.
Erst 1855/56 endete für 250.000 Roma in den Donaufürstentümern Walachei und Moldau die Rechtlosigkeit in der Versklavung. Sie waren beliebte Hochzeitsgeschenke und wurden gegen Pferde, Kühe und Handelswaren getauscht. Durch Gesetze wurden sie in eine mittellose Freiheit entlassen. Ihre vormaligen Besitzer erhielten Entschädigungen von 4 bis 10 Goldstücken.
Aus Rumänien migrierten nach 1864 viele bis dahin sesshafte Roma, besonders aus den Untergruppen der Lovara und Kalderascha, nach West- und Mitteleuropa. Das Auftreten „ausländischer Zigeuner“ führte im letzten Drittel des 19. Jahrhunderts zu einer erneuten Konjunktur des Antiziganismus in Rechtsetzung und Medien:

„Was den Charakter der Z[igeuner]. anlangt, so sind dieselben leichtsinnig, treulos, furchtsam, der Gewalt gegenüber kriechend, dabei rachsüchtig, im höchsten Grad cynisch und da, wo sie glauben es wagen zu können, anmaßend und unverschämt. Alle sind dem Betteln ergeben, gestohlen wird besonders von Weibern und Kindern; offener Straßenraub ist fast ohne Beispiel […]“

Ebendiese Sichtweise fand auch in der Literatur Widerhall, wie beispielsweise die 1901 erschienene Erzählung Die Spitzin von Marie von Ebner-Eschenbach.
In Deutschland ergingen Verordnungen und Erlasse, um des Umherreisens der „Zigeuner“ Herr zu werden. Die Anweisung zur Bekämpfung des Zigeunerunwesens von 1906 umfasste ein Verbot des „Reisens in Horden“, wodurch die Familien und Gemeinschaften der Gruppe der Sinti und der Gruppe der Roma vor existenzielle Schwierigkeiten gestellt wurden.
Im Ersten Weltkrieg kämpften Sinti und  Roma auf beiden Seiten. Roma, die erfasst und kriegsuntauglich waren, wurden zu öffentlichen Arbeiten zwangsverpflichtet. Löhne wurden nur in Naturalien ausbezahlt, wobei die Entlohnung niedriger war als die der übrigen Bevölkerung. Aus Furcht vor Spionage wurde die Migration fahrender Gruppen durch verschärfte polizeiliche Maßnahmen und durch Beschlagnahmungen von Pferden und Wagen unterbunden, ihnen dadurch vielfach auch die Lebensgrundlage entzogen.

### Zwischen den Weltkriegen
Roma wurden erfasst und registriert: durch Personenzählungen, Anlegen von Fotokarteien und das Nummerieren von Häusern. Schon 1922 erging ein Erlass der Burgenländischen Landesregierung (Österreich), dass alle Sinti und Roma in ihren Heimatgemeinden festzuhalten seien und die Zuwanderung von neuen Gruppen zu verhindern sei. 1925 wurden alle Roma fotografiert.
1936 wurde in Wien die Internationale Zentralstelle zur Bekämpfung der so titulierten Zigeunerplage geschaffen: Ihre erste Aufgabe war, Sinti und Roma datenmäßig zu erfassen. Im Burgenland wurden bereits Vorarbeiten geleistet: Vor 1938 waren bereits 8000 Roma über 14 Jahren mit Fingerabdrücken in der „Zigeunerkartothek“ erfasst. Die Grundlage für die systematische Verfolgung und Vernichtung in der NS-Zeit war somit schon gegeben.
In den mitteleuropäischen Staaten versuchte man seit dem 19. Jahrhundert, durch Einreiseverbote und Ausweisungen ausländische Reisende fernzuhalten. So wurden in der Schweizer Bundesverfassung von 1848 Rechtsvorschriften verankert, mit denen der migrierende Bevölkerungsteil domiziliert und die Entstehung neuer „Heimatlosigkeit“ verhindert werden sollten. Dem folgte das Bundesgesetz vom 3. Dezember 1850 „betreffend die Heimatlosigkeit“. Es verpflichtete die Kantone und damit die Unterbehörden bei angenommenen oder tatsächlichen biografischen Bindungen an einen Ort zur Aufnahme. Auf eine Initiative des Schweizer Bundesrates Giuseppe Motta hin wurde 1926 das Hilfswerk Kinder der Landstrasse der Pro Juventute gegründet, unter dessen Ägide in den folgenden Jahrzehnten ungefähr 600 Kinder von Fahrenden ihren Eltern fortgenommen, in Pflegefamilien, Erziehungsheime und psychiatrische Anstalten untergebracht und in einigen Fällen auch zwangssterilisiert wurden. Erst 1973 wurde das „Hilfswerk“ auf großen öffentlichen Druck hin geschlossen.
Auch das faschistische Italien diskriminierte Roma und Sinti ab 1926 systematisch mittels entsprechender Dekrete, die sich mit der Internierung von sogenannten „zingari“ in Konzentrationslagern ab 1938 zur radikalen Verfolgung und völligen Entrechtung steigerten.
Das bayerische Zigeuner- und Arbeitsscheuengesetz von 1926 sah unter anderem die Einweisung in Zwangsarbeitslager vor. In Frankfurt a. M. war von 1929 bis 1935 das so genannte „Konzentrationslager an der Friedberger Landstraße“ in Betrieb. Zum Zweck der Überführung von Sinti und Roma dorthin wurde Druck, aber kein Zwang ausgeübt. Zwei Jahre nach der Schließung dieses Lagers folgte an anderer Stelle in Frankfurt die Errichtung eines Zwangslagers. (Zu Einzelheiten siehe: Porajmos #Zur Vorgeschichte.)

### Nationalsozialismus und Nachkriegszeit
Die nationalsozialistische Politik ging mit ihrer sowohl ethnisch-rassistisch als auch sozialhygienisch-rassistisch motivierten Verfolgung weit über die bis dahin übliche Kriminalisierung der „Zigeuner“ hinaus. Zunächst wurden die antiziganistischen Maßnahmen, die auf lokaler Ebene schon während des Kaiserreichs und der Weimarer Republik durchgeführt worden waren, systematisiert. Es entstanden auf Betreiben lokaler Behörden Sammellager für Roma und Sinti, so etwa auf dem Heinefeld in Unterrath, einem Stadtteil von Düsseldorf, in Frankfurt (Main) oder in Berlin-Marzahn. Bei den Verfolgungsmaßnahmen bis etwa 1938 überwogen zunächst das Interesse und die Aktivität lokaler und regionaler Instanzen.
Nach dem Gesetz zur Verhütung erbkranken Nachwuchses („Sterilisationsgesetz“, 1933) wurden Sterilisierungen durchgeführt, nach dem Blutschutzgesetz (eins der zwei Nürnberger Gesetze, 1935) wurden Eheverbote ausgesprochen.

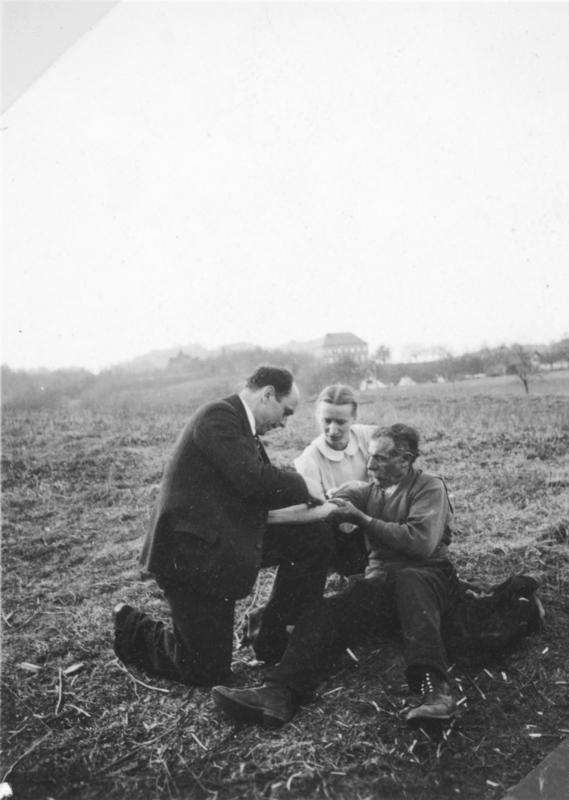
Robert Ritter und Eva Justin von der „Rassenbiologischen Forschungsstelle des Reichsgesundheitsamtes“ nehmen einem Mann Blut ab, April 1938

In der von Robert Ritter geleiteten Rassenhygienischen und kriminalbiologischen Forschungsstelle wurden seit 1937 die in Deutschland lebenden Roma und Sinti nach ihren Genealogien erfasst und ihre körperlichen Eigenschaften vermessen. Die RHF entwickelte ein Kategoriensystem, nach dem nach „Blutanteilen“ zwischen „fremdrassigen“ „Zigeunern“ und „Zigeunermischlingen“ einerseits und „Nichtzigeunern“ aus der deutschen Mehrheitsbevölkerung und ihnen gleichgestellten als „deutschblütig“ geltenden „Mischlingen“ andererseits unterschieden wurde. Sinti und andere Roma wurden hierbei nur zum kleineren Teil als „stammechte“ Zigeuner, in der ganz überwiegenden Mehrzahl hingegen als „Zigeunermischlinge“ eingestuft. „Nach Zigeunerart umherziehende Landfahrer“ wurden dagegen grundsätzlich als „deutschblütige Nichtzigeuner“ betrachtet, sofern eine genealogische Erfassung höchstens ein Großelternteil mit hälftiger Sinti oder Roma-Herkunft ergab. Während aber die im „Altreich“ lebenden Sinti und Roma von der RHF genealogisch und gutachtlich in einem „Zigeunersippenarchiv“ in etwa vollständig erfasst wurden, kam der Aufbau eines dementsprechenden „Landfahrersippenarchivs“ über einen Ansatz nicht hinaus.
In welchem Maße Menschen mit nach Meinung der Erfassungsinstanzen „zigeunerischer“ Teilabstammung entgegen ihrem Selbstverständnis als „Zigeunermischlinge“ und also als „Zigeuner“ eingestuft wurden, ist eine von der Forschung kaum auch nur angesprochene und vorläufig nicht zu beantwortende Frage.
Federführend beteiligt am ideologischen Hintergrund der Verfolgung war der burgenländische Gauleiter und Landeshauptmann bzw. spätere steirische Vizegauleiter Tobias Portschy (Die Zigeunerfrage. 1938).
Die wissenschaftlich begründete Neuausrichtung der Zigeunerbekämpfung mündete am 8. Dezember 1938 in den auch als „Grunderlaß“ bezeichneten Erlass Himmlers „betr. Bekämpfung der Zigeunerplage“, der eine „Regelung der Zigeunerfrage aus dem Wesen dieser Rasse heraus“ vorsah. In der Folge richteten sich die am weitesten gehenden Formen der Verfolgung bis hin zur Massentötung in den Vernichtungslagern gegen die als „fremdrassig“ klassifizierten Subgruppen der Sinti und Roma.
Auch „nach Zigeunerart umherziehende Landfahrer“ wurden zwar wie andere als „asozialer Abschaum“ Kategorisierte (Unterstützungsempfänger, „Bummelanten“, „Arbeitsscheue“ – die Gruppen der „Asozialen“ überschnitten sich) diskriminiert. Ihnen wurden Wandergewerbescheine und Unterstützungsleistungen verweigert. Sie wurden noch im Frühjahr und im Sommer 1938 wie Juden, Sinti und Roma Objekte der Razzien nach „Arbeitsscheuen“ und als solche in Konzentrationslagern (Neuengamme, Buchenwald, Dachau u. a.) interniert, die manche von ihnen nicht überlebten. Andere wurden Opfer von Zwangssterilisationen.
Der „Festschreibungserlaß“ von 1939, der „Zigeunern“ und „Zigeunermischlingen“ das Verlassen des Aufenthaltsorts bei Strafe der KZ-Einweisung verbot und die Voraussetzung für die folgenden Gruppen-Deportationen bildete, nahm sie aber bereits ausdrücklich aus. Weder waren sie 1940 in die Deportation „in geschlossenen Sippen“ ins Generalgouvernement miteinbezogen, die der größte Teil der Deportierten nicht überlebte, noch 1941 in die Deportation burgenländischer Roma ins Ghetto Litzmannstadt ('Łódź') noch in die ab Februar 1943 beginnenden reichsweit planmäßig und flächendeckend organisierten „familienweisen“ Deportationen in das Vernichtungslager Auschwitz-Birkenau.
Spätestens seit dem Beginn der 1940er Jahre waren Sinti und Roma daneben wichtige soziale Rechte und gleichauf mit der jüdischen Minderheit die Rechte am Arbeitsplatz genommen, ihnen eine Sondersteuer auferlegt und ihre Kinder ausgeschult worden.

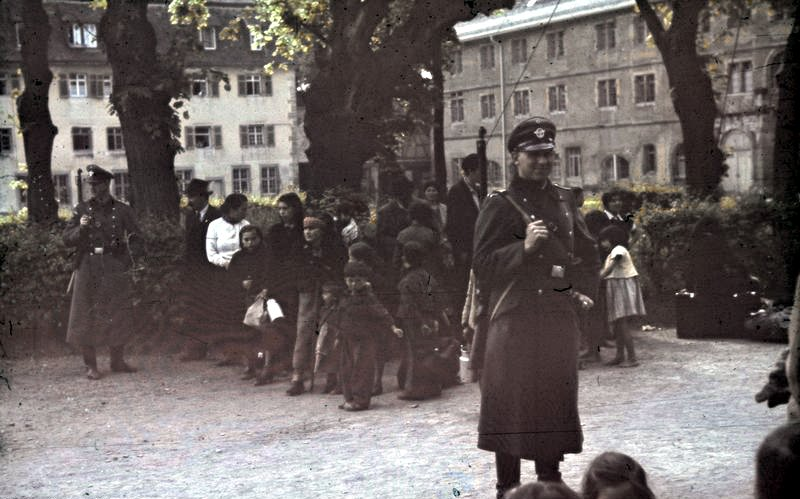
Deportation von südwestdeutschen Sinti in Asperg, Mai 1940

Die wissenschaftliche Forschung war eng mit polizeilichen Zielsetzungen verbunden. Die nationalsozialistische Zigeunerpolitik eskalierte in der Massentötung der Sinti und Roma, soweit sie innerhalb der Grenzen des Deutschen Reichs lebten, im Vernichtungslager Auschwitz-Birkenau und von Roma außerhalb des Deutschen Reiches vor allem durch die sogenannten Einsatzgruppen im okkupierten Osteuropa. Im „Zigeunerfamilienlager“ in Birkenau, aber auch in anderen Lagern wie Natzweiler (Elsass) wurden Roma und Sinti Opfer von medizinischen Menschenversuchen, wie sie unter anderem von Josef Mengele geleitet wurden.
Mit der Deportation in die Vernichtung verfiel das Eigentum der Sinti und Roma, so wie es schon im Fall der jüdischen Minderheit praktiziert worden war, dem Staat, der es der „deutschen Volksgemeinschaft“ in Gestalt seiner Bürger und sozialpolitischer Einrichtungen wie der NSV übergab oder es, vor allem Immobilien, von den Finanzämtern zum Nutzen der Mehrheitsbevölkerung verwalten ließ.
Wie viele Sinti und Roma sowie von deren Verfolgung mitbetroffene Menschen insgesamt durch die Zigeunerpolitik der NS-Diktatur umkamen, ist nicht bekannt, da über die Zahl der in der Sowjetunion, in Polen und Südosteuropa Ermordeten keine gesicherten Angaben vorliegen. Alleine in Auschwitz-Birkenau wurden jedoch etwa 15.000 Menschen als „Zigeuner“ oder „Zigeunermischlinge“ umgebracht. Die Ermordungsquote unter den Roma-Gruppen in Tschechien sowie bei der größten österreichischen Gruppe der Burgenland-Roma lag bei rund 90 Prozent.
Die Sinti in Deutschland waren sesshaft und in die Gesellschaft integriert. Dennoch wurde die Gruppe der Sinti im nationalsozialistischen Deutschland Opfer systematischer Verfolgung, die von Diskriminierung und Entrechtung bis hin zur Deportation und Ermordung reichte. Die nationalsozialistische Rassenideologie betrachtete Sinti und Roma als „rassisch minderwertig“ und strebte ihre vollständige Eliminierung an.
1946 erfolgte die Restauration der Reichszentrale zur Bekämpfung des Zigeunerunwesens als „Landfahrerstelle“ im bayerischen Landeskriminalamt. Die Landfahrerstelle wurde 1970 wegen Grundgesetzwidrigkeit aufgelöst.
Der Bundesgerichtshof lehnte es 1956 ab, einem „Zigeunermischling“ Entschädigung für seine Zwangsumsiedlung im Jahre 1940 zu zahlen. Die von den Nationalsozialisten betriebene Ausgrenzungs- und Umsiedlungspolitik der „Zigeuner“ sei nicht „rassisch“ motiviert gewesen, sondern eine damals „übliche polizeiliche Präventivmaßnahme“ zur „Bekämpfung der Zigeunerplage“. 2015 distanzierten sich Richter des BGH von der Urteilspraxis ihrer Vorgänger, von denen viele bereits vor 1945 als Richter aktiv gewesen waren.
1957 kam es bei der Affäre Magolsheim zu antiziganistischen Ausschreitungen.

### Politische und moralische Anerkennung des Völkermords
Am 17. März 1982 empfing der damalige Bundeskanzler Helmut Schmidt eine Delegation des Zentralrats Deutscher Sinti und Roma und erkannte die nationalsozialistischen Verbrechen an den europäischen Roma als Völkermord an. Diese Anerkennung wiederholte Bundeskanzler Helmut Kohl am 7. November 1985 im Rahmen einer Bundestagsdebatte. 1992 beschloss der Bundestag die Errichtung eines zentralen Mahnmals. Nachdem sich die Organisationen der Sinti und Roma über Jahre hinweg nicht auf einen gemeinsamen Widmungstext einigen konnten, bekräftigte der Bundesrat am 20. Dezember 2007 mit einem Beschluss den politischen Willen zu einem „Denkmal für die Opfer des nationalsozialistischen Völkermordes an den Sinti und Roma Europas“. Er anerkannte in diesem Beschluss ausdrücklich „die politische und moralische Verantwortung der Bundesrepublik Deutschland für ein würdiges Gedenken an diese Opfer der nationalsozialistischen Verbrechen“ und erklärte, mit dem Widmungstext den Anliegen Opferverbände „in größtmöglicher Weise“ Rechnung tragen zu wollen. Inzwischen wurde ein Widmungstext von Historikern des Instituts für Zeitgeschichte in München und des NS-Dokumentationszentrums in Köln erarbeitet, formuliert und von den politischen Organen beschlossen. Am 19. Dezember 2008 fand in Berlin in einer öffentlichen feierlichen Handlung der symbolische Baubeginn des Denkmals statt.

### Aktuelle Entwicklungen

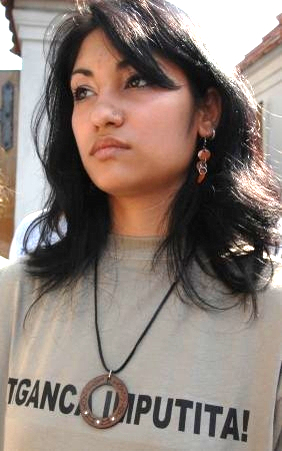
Eine Roma-Demonstrantin mit T-Shirt-Aufdruck („Stinkende Zigeunerin“) in Bukarest (2007)

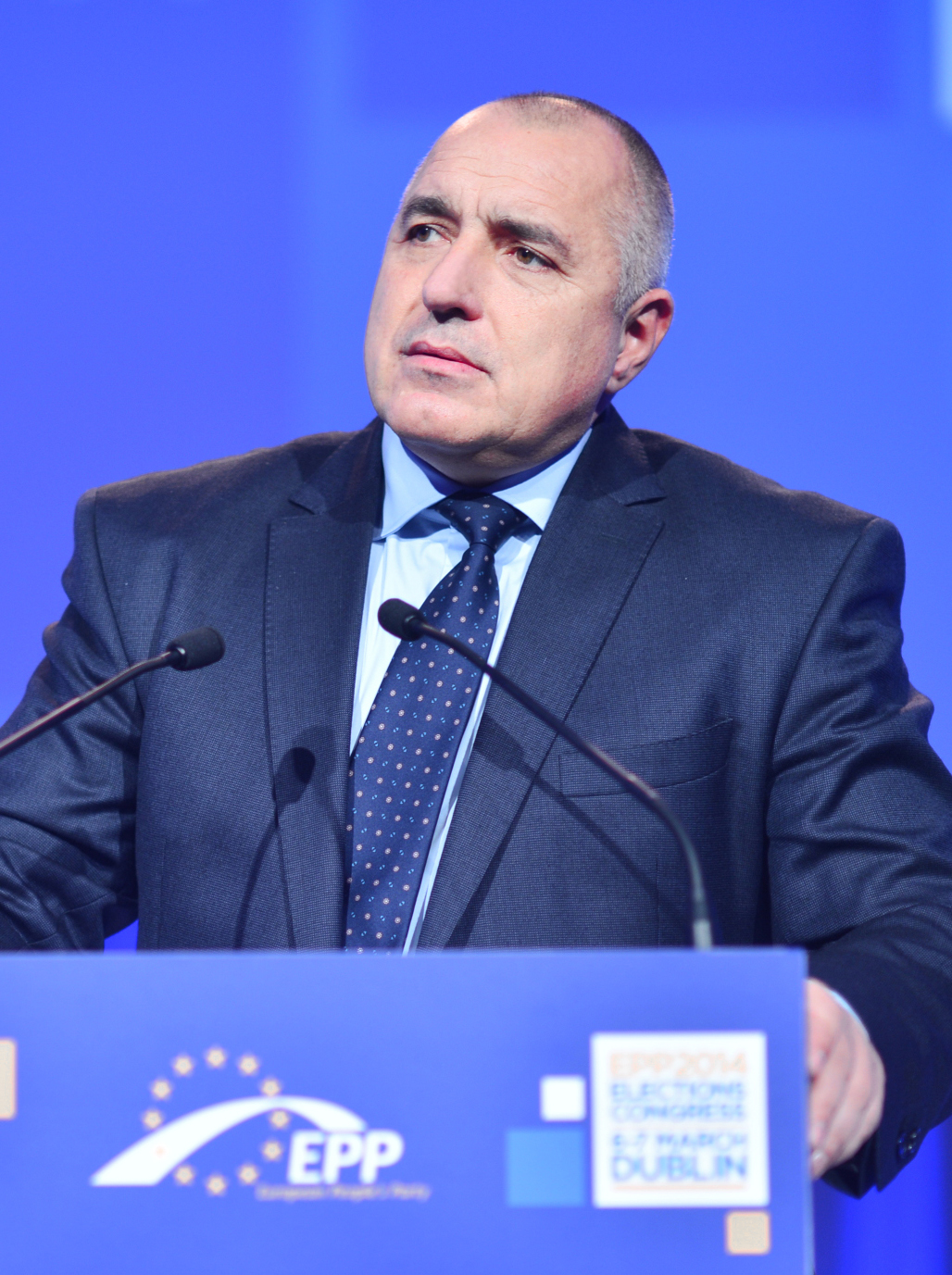
Der bulgarische ex-Premierminister Borissow nannte die Roma „schlechtes Menschenmaterial“

Nach dem Ende des Nationalsozialismus bleiben die europäischen Sinti und Roma diskriminiert. Offene Verfolgung ist inzwischen zwar selten geworden, in allen Ländern Europas ist jedoch eine stille Diskriminierung gegenwärtig. Bei einer Befragung eines repräsentativen Querschnitts der Bürger in allen 28 Staaten der Europäischen Union im Frühjahr 2008 durch die EU zum Thema „Diskriminierung“ wurde die Frage gestellt, wie wohl auf einer Skala von 1 bis 10 sich die Befragten fühlten, wenn sie daran dächten, bestimmte Nachbarn zu haben. Mit weitem Abstand am unwohlsten fühlten sich nach eigenen Angaben die Europäer bei dem Gedanken, sie hätten Sinti und Roma als Nachbarn (Durchschnittswert: 6,0; zum Vergleich: der Durchschnittswert für behinderte Menschen liegt bei 9,1). Dass auch das Leugnen der nationalsozialistischen Verfolgung und die weiterhin immer wieder erlebte Verweigerung von Menschenrechten für Roma ein großes Unrecht sind, erkannte Bundespräsident Frank-Walter Steinmeier unter Verwendung des Begriffs „Zweite Verfolgung“ im Oktober 2022 öffentlich an.
In den westeuropäischen Ländern haben Sinti und Roma sowie vergleichbare Minderheiten aus der Mehrheitsbevölkerung (Pavee, Woonwagenbewoners, Forains, Jenische u. a.) bis heute unter Diskriminierung und Vorurteilen zu leiden. Auch der teilweise neu entfachte Nationalismus wendet sich in vielen Fällen gegen sie. Sozialabbau und Deregulierungsmaßnahmen treffen sie besonders hart. Die schulische Bildung der Sinti und Roma ist oft mangelhaft. Die traditionellen Berufe der Sinti und Roma werden nicht mehr gebraucht. Manche Roma sind noch heute Staatenlose und erleiden daher rechtliche Nachteile. Das EU-Parlament weist in der Entschließung zur Lage der Roma in Europa „auf die weite Verbreitung der Zigeunerfeindlichkeit und ihre diskriminierenden Auswirkungen auf die Chancen im Bereich Beschäftigung, Bildung und soziale Dienste für die am meisten benachteiligte ethnische Minderheitengruppe in der Europäischen Union“ hin. Praktikable Lösungen des Problems bietet allerdings auch das Parlament nicht an.
In vielen Ländern Ostmitteleuropas, Osteuropas und Südosteuropas, insbesondere in Tschechien, der Slowakei, Serbien, Slowenien, Ungarn, Bulgarien, Rumänien, Albanien und Nordmazedonien, stehen Roma am Rande der Gesellschaft und leben vielfach in eigenen Wohnvierteln, Siedlungen oder Ghettos, die oft im Zuge erzwungener Sesshaftmachung in minderer Qualität und mit schlechter Infrastruktur errichtet wurden. Václav Miko, ein Roma-Aktivist aus Tschechien, vergleicht die Situation mit der Apartheid zwischen 1948 und 1990 in Südafrika und verweist auf teilweise Zutrittverbote für Roma in Lokalen oder automatische Unterbringung von Roma-Kindern in Sonderschulen. Die schweigende Mehrheit glaubt eher negativen Vorurteilen und Schlagzeilen der Boulevardpresse. Daher sind Roma in diesen Ländern massiver Diskriminierung und teilweise auch Verfolgung ausgesetzt. Während des Jugoslawienkrieges gerieten Roma 1991 zwischen die Fronten; die beteiligten Parteien rekrutierten unter Gewaltanwendung in den Roma-Dörfern Soldaten. Diese und weitere kriegerische Gewalt löste Roma-Flüchtlingswellen nach Westeuropa aus.
Da die Slowakei und Ungarn seit 2004 sowie Bulgarien und Rumänien seit 2007 Mitglieder der Europäischen Union sind, gewinnt das Thema Minderheitenschutz eine größere Bedeutung. Bedingung und Kriterium für die Aufnahme in die Staatengemeinschaft ist die Respektierung der Minderheiten. Bei einer Umfrage in England gaben 1993 zwei Drittel der englischen Bürger an, eine Nachbarschaft von „gypsies“ abzulehnen.
Der Fortschrittsbericht Türkei vom 9. November 2005 der Europäischen Kommission berichtet, dass Roma in der Türkei noch immer Probleme haben, adäquaten Wohnraum, Ausbildung, Gesundheitsversorgung und Arbeit zu finden. In den letzten zwei Jahren entstanden romageführte Menschenrechtsorganisationen in fünf türkischen Städten. In Zusammenarbeit mit diesen Organisationen hat die Istanbuler Bilgi Universität damit begonnen, die türkische Roma-Bevölkerung zu lokalisieren und ihre exakte Anzahl zu bestimmen, um ein klareres Bild ihrer Probleme zu erhalten.
In Deutschland löste eine von Martin Walser editierte Tatortfolge (Armer Nanosh von 1989) wegen antiziganistischer Inhalte, unter anderem wegen der verwendeten Bezeichnung „das Volk der roten Unterröcke“ und diverser klischeehafter Darstellungen, einen Eklat aus und wurde vom Zentralrat der Sinti und Roma in Deutschland scharf verurteilt.
Laut einer Studie der Universität Leipzig stimmten 2014 über fünfzig Prozent der Deutschen antiziganistischen Aussagen – wie „Ich hätte Probleme damit, wenn sich Sinti und Roma in meiner Gegend aufhalten.“ – zu.
Die Deutsche Bischofskonferenz der römisch-katholischen Kirche verwendet seit 2010 keine antiziganistischen Organisationsbezeichnungen mehr. Hingegen bezeichnete die rechtsgerichtete Katholische Pfadfinderschaft Europas den Ethnophaulismus Zigeuner 2018 als „angeblich diskriminierend“. Das ihr nahe stehende Engelwerk schreibt unter anderem „Zigeunern“ zu, für Dämonen besonders empfänglich zu sein.
An der Universität Heidelberg besteht seit 2017 eine neu geschaffene Forschungsstelle Antiziganismus, die von dem Zeithistoriker Edgar Wolfrum geleitet und vom Land Baden-Württemberg mit jährlich 220.000 Euro finanziert wird.
Eine Expertenkommission im Auftrag der Bundesregierung veröffentlichte am 24. Juni 2021 einen 500 Seiten starken Bericht, der den Antiziganismus in Deutschland systematisch untersucht. Unter dem Titel „Perspektivwechsel - Nachholende Gerechtigkeit - Partizipation“  wiesen die Autoren auf „strukturellen und institutionalisierten Rassismus“ gegen Sinti und Roma hin, der alle Bereiche – zum Beispiel Schule, Nachbarschaft, Polizeiwache, Gericht – umfasse. Der Bericht stützte sich auf 15 aktuelle Studien zum Antiziganismus unter anderem in kommunaler Verwaltung, Schulbüchern und Polizei. Die Kommission forderte die Berufung eines Beauftragten und einer Bund-Länder-Kommission zum Thema Antiziganismus. Zudem verlangte sie ein Ende der Abschiebungen von Sinti und Roma, da es sichere Herkunftsstaaten für diese Menschen nicht gebe.
Am 23. Februar 2022 beschloss die Bundesregierung eine nationale Strategie mit dem Titel „Antiziganismus bekämpfen, Teilhabe sichern!“, die von Nancy Faeser vorgelegt worden war. Damit kommt die deutsche Regierung einer Aufforderung der Europäischen Kommission nach, nationale Strategien zur Umsetzung der EU-Roma-Strategie 2030 zu entwickeln. Im Rahmen dieser Strategie soll sowohl eine zivilgesellschaftliche Monitoringstelle für antiziganistische Übergriffe geschaffen werden, die insbesondere eine Möglichkeit bieten soll, solche Übergriffe auch außerhalb der Polizeistatistik besser zu erfassen. Ebenso soll eine Nationale Roma-Kontaktstelle eingerichtet werden, die helfen soll, den Dialog mit Sinti und Roma zu fördern und institutionalisieren.
Am 9. März 2022 berief das Bundeskabinett den Rechtsanwalt Mehmet Daimagüler zum ersten Beauftragten der Bundesregierung gegen Antiziganismus und für das Leben der Sinti und Roma in Deutschland. Diese neue Position ist im Bundesministerium für Familie, Senioren, Frauen und Jugend angesiedelt. Aufgabe dieses Amtes ist es, die Maßnahmen der Bundesregierung gegen Antiziganismus zu koordinieren und Schutz vor Diskriminierung und Anfeindung bieten. Daimagüler beschreibt Antiziganismus als ein Problem der Mehrheitsgesellschaft und fordert Staat und Gesellschaft dazu auf, Verantwortung zur Beendigung von Antiziganismus zu übernehmen: „Antiziganismus ist ein Problem für die Betroffenen, aber vor allem ist er ein Problem der Mehrheitsgesellschaft, weil Antiziganismus ein Verrat an unseren Werten ist.“
Auf die Situation der Roma, insbesondere deren Diskriminierung und Verfolgung, soll der Internationale Tag der Roma aufmerksam machen, der seit 1990 alljährlich am 8. April stattfindet.

### Beispiele für antiziganistische Ausschreitungen

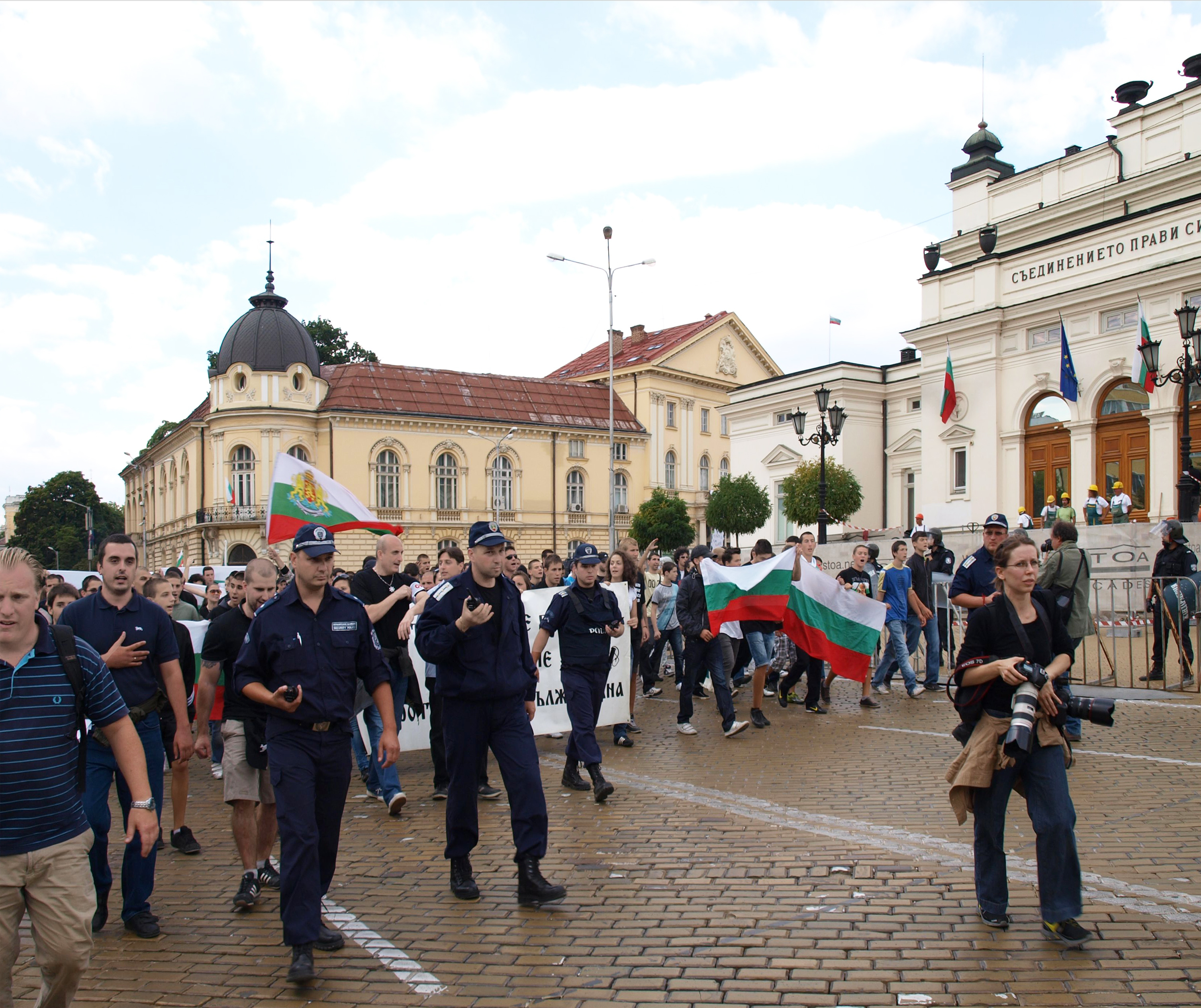
Antiziganistische Demonstration in Sofia, 2011

Einige Beispiele antiziganistisch motivierter Übergriffe aus den letzten Jahren:
- Im Oktober 2006 wurde eine Roma-Familie in dem slowenischen Dorf Ambrus durch eine „Bürgerwehr“ attackiert und vertrieben.[47]
- Nach dem Mord an einer italienischen Frau durch einen aus Rumänien zugewanderten Roma Ende Oktober 2007 gerieten in Italien vor allem rumänische Roma unter Generalverdacht. Die italienische Regierung kündigte Massenabschiebungen auch wegen geringfügiger Delikte an.[48]
- In Ungarn fanden allein im November 2008 mindestens 16 antiziganistische Übergriffe statt.[49] Zwischen März 2008 und August 2009 kam es im gleichen Land zu einer antiziganistisch motivierten Mordserie an Roma.[50]
- In Neapel löste im Mai 2008 das Gerücht, eine Romni habe ein Kleinkind stehlen wollen (Kinderdiebstahl: ein altes antiziganistisches Klischee[51]), Ausschreitungen aus, bei denen ein Roma-Lager komplett niedergebrannt wurde.[52]
- In Tschechien und dabei besonders in Nordböhmen fanden neonazistische Märsche und Pogrome gegen Roma statt. Höhepunkte waren Serien von Demonstrationen 2011 und 2013 unter Führung der rechtsextremen Partei DSSS und der autonomen Nationalisten. Besonders auffällig war dabei der Schluckenauer Zipfel, in dem der Hochstapler Lukáš Kohout als Organisator von Demonstrationen aktiv war. Im Jahr 2011 schlossen sich den Neonazidemonstrationen größere Zahlen von Bürgern an und bildeten teilweise gewalttätige Gruppen, die mit Märschen durch Romaviertel pogromartige Situationen herbeiführten.[53] Im Jahr 2013 versuchte die DSSS in den Monaten vor der Parlamentswahl mit einer mehrere Monate andauernden Serie an Anti-Roma-Demonstrationen Wählerinnen zu gewinnen. Der damalige Innenminister Martin Pecina schätzte die Situation als „sehr ernst“ ein.[54] Roma in Tschechien sind jedoch nicht nur von neonazistischer Gewalt bedroht oder gar betroffen, sondern werden auf dem Arbeits- und Wohnungsmarkt diskriminiert. Eine große Anzahl an Arbeitgebern stellt trotz passender Qualifikation keine Roma ein. Roma werden oft in verfallene Altbauviertel oder Plattenbausiedlungen segregiert und zahlen dort überteuerte Preise, teilweise sogar für stark baufällige Wohnungen.[55][56] Die Segregation reicht bis zu ordnungspolitischen Maßnahmen wie in den nordböhmischen Orten Rotava und Litvinov, wo ein Sitz- und Stehverbot erlassen wurde, das ganz offen auf Roma abzielte.[57] Auch im Bildungssystem sind Roma in Tschechien benachteiligt. Etwa 50 % der Romakinder werden unabhängig von ihrer tatsächlichen Intelligenz in Sonderschulen eingewiesen. Diese Praxis verurteilte der europäische Gerichtshof für Menschenrechte 2007 als diskriminierend. Der Begriff „Nichtanpassungsfähige“ wird als Codewort verwendet, um Roma auszugrenzen. Es taucht sowohl in Anzeigen zur Wohnungsvermietung auf als auch in neonazistischen Verlautbarungen.[58]
- Im Jahr 2011 formierte sich in Ungarn unter dem Namen Véderő ‚Wehrkraft‘, eine illegale „Bürgerwehr“ mit dem erklärten Ziel, die Minderheit der Roma aus Ungarn zu vertreiben.[59][60]
- Ebenfalls 2011 kam es zu Ausschreitungen gegen Roma in verschiedenen Städten Bulgariens.[61]
- Nach dem tödlichen Schuss auf einen jugendlichen Roma in Griechenland im Dezember 2021 gab es Demonstrationen und Proteste seitens der Roma.[62][63]
- Roma in der Türkei[64][65][66].

## Kontroversen der Antiziganismus-Forschung

### Bezeichnungsproblematik
Die Begriffsbildung „Antiziganismus“ ist umstritten. Eine Kritik bezieht sich darauf, dass er einen „Ziganismus“ impliziere, den es nicht gebe und der dem Selbstverständnis vieler Sinti und Roma als deutsche nationale Minderheit bzw. als europäische Minderheit widerspreche. Eine andere Kritik sieht in der Verwendung des Begriffs die Festlegung auf einen Opferstatus. Die Autoren Lorenz Aggermann, Eduard Freudmann und Can Gülcü schlugen 2008 vor, statt des Begriffs Antiziganismus den Begriff Antiromaismus zu verwenden, „da es widersinnig erscheint, bei einem Wort, das die Diskriminierung von Roma beschreibt, auf einen Begriff zurückzugreifen, welcher sich von der diskriminierenden Bezeichnung ‚Zigeuner‘ ableitet“. Von Elsa Fernandez wurde der Begriff Gadje-Rassismus vorgeschlagen, der durch Aufgreifen des Romanes-Ausdrucks für Nicht-Roma, „Gadje“, den Fokus auf die Täter des Rassismus verschiebt.
Obwohl auch der Zentralrat Deutscher Sinti und Roma das Ethnonym Zigeuner zurückweist, da es eine lange Geschichte als abwertende Bezeichnung habe und nationalsozialistisch „verschmutzt“ sei, spricht er nicht anders als andere gewichtige Selbstorganisationen der Roma von „Antiziganismus“ und parallelisiert somit „Antisemitismus“ und damit die jüdische Verfolgungsgeschichte. Es sei „der einzige wissenschaftlich fundierte Begriff, der das Konstrukt des „Zigeuners“ und die damit verbundene Gewalt mit bedenkt“. In Tschechien hat der Roma-Schriftsteller und Aktivist Václav Miko den Begriff in seinem Buch von 2009 eingeführt und geprägt.

### Vergleichbarkeit von Romaniverfolgung und Judenverfolgung
Gelegentlich wurde – so von dem deutsch-amerikanisch-jüdischen Politikwissenschaftler Guenter Lewy – die Gleichsetzung von Romaniverfolgung und Judenverfolgung bestritten. Ursprünglich spielte diese Frage auch in der Diskussion zum Widmungstext für ein nationales Denkmal für die im Nationalsozialismus ermordeten Sinti und Roma Europas eine Rolle.
Später verlagerte sich die Diskussion auf die Frage der Verwendung des Terminus „Zigeuner“ im Mahnmaltext.
Sowohl in der Verweigerung der Gleichstellung als auch in der Verwendung des Fremdbegriffs sieht der Zentralrat Deutscher Sinti und Roma einen Ausdruck von mehrheitsgesellschaftlichem Antiziganismus.

## Medien